# Cirricaecula
Cirricaecula – rodzaj morskich ryb węgorzokształtnych z rodziny żmijakowatych (Ophichthyidae).

## Rozmieszczenie geograficzne
Do rodzaju należą gatunki występujące w wodach zachodniej części Oceanu Spokojnego.

## Morfologia
Długość ciała do 40 cm; brak danych dotyczących masy ciała.

## Systematyka
Rodzaj zdefiniował w 1953 roku amerykański ichtiolog Leonard Peter Schultz w artykule (współautorzy – Earl Stannard Herald, Ernest A. Lachner, Arthur Donovan Welander i Loren P. Woods) poświęconym rybom z Wysp Marshalla i Marianów, opublikowanym w czasopiśmie Bulletin of the United States National Museum. Gatunkiem typowym jest (oryginalne oznaczenie (również monotypowe)) C. johnsoni.

### Etymologia
Cirricaecula: łac. cirrus ‘lok, frędzel’; rodzaj Caecula Vahl, 1794.

### Podział systematyczny
Do rodzaju należą następujące gatunki:
- Cirricaecula johnsoni Schultz, 1953
- Cirricaecula macdowelli McCosker & Randall, 1993